# 袁晶
袁晶（1981年8月—），浙江桐乡人，汉族，中国共产党党员。中华人民共和国政治人物、第十三届全国人民代表大会浙江地区代表。

## 生平
袁晶是南湖革命纪念馆一名講解員。2018年2月24日，当选为第十三届全国人大代表。